# Bir Shamsher Jang Bahadur Rana
Maharajá Bir Shamsher Jang Bahadur Rana, GCSI, fue el 11.º Primer ministro de Nepal. 
Bir nació del jefe del ejército Dhir Shamsher Jang Bahadur Rana, el cual era un hermano menor de Jang Bahadur, y de su segunda esposa. Fue educado en la Thapathali Durbar School, en Katmandú, y posteriormente en el Doveton College, en Calcuta. Sirvió en el cargo de primer ministro desde 1885 casi hasta su muerte, en 1901. Recibió en el país al Príncipe Alberto, duque de Clarence y al Archiduque Francisco Fernando. Durante su permanencia, se realizaron varias reformas. Se construyó tubería de agua potable. Se enseñaba el idioma inglés en las escuelas. Se edificaron hospitales. Bir reformó el sistema de impuestos en tierra y creó un mejor cuerpo administrativo. Envió muchas tropas al imperio británico. Ese imperio le dio el título de Caballero comendador y posteriormente caballero gran comendador de la Orden de la Estrella de la India. Excluyó a todos que no fueron hijos legítimos de Dhir Shamsher del cargo de primer ministro.

## Distinciones honoríficas
- Caballero comendador de la Orden de la Estrella de la India (Imperio británico, 25/05/1892).
- Caballero gran comendador de la Orden de la Estrella de la India (Imperio británico, 22/06/1897).